# Archivio di Stato di Brindisi
L'Archivio di Stato di Brindisi è l'ufficio periferico del Ministero dei beni e delle attività culturali e del turismo che per legge conserva la documentazione storica prodotta dagli enti pubblici della provincia di Brindisi e per deposito volontario, custodia temporanea, donazione o acquisto ogni altro archivio o raccolta documentaria di importanza storica.
Ha sede presso l'ex convento di Santa Teresa, edificato nella seconda metà del XVII secolo dai Carmelitani Scalzi.

## Storia
Con decreto del Ministero dell'Interno del 31 marzo 1954, l'Archivio di Stato di Brindisi viene istituito come Sezione. Nel 1963, per effetto del D.P.R. 30 settembre 1963, n. 1409 diviene Archivio di Stato. Nel 1965, dalla prima sede in via Porta Lecce, viene trasferito in via Cortine.
Dal novembre 1990 ha sede in piazza Santa Teresa 4, nell'ex convento seicentesco dei Carmelitani Scalzi, edificio di particolare interesse storico artistico.

## Patrimonio
Nell'Archivio di Stato di Brindisi è conservata la documentazione prodotta dalle istituzioni preunitarie e da quelle statali post-unitarie comprese nel territorio della provincia di Brindisi. Ad essa si aggiungono gli archivi di enti pubblici, famiglie, persone, associazioni e altri organismi privati che rivestono un interesse storico rilevante.